# Daniel Kreutzfeldt
Daniel Kreutzfeldt (Roskilde, 19 de novembre de 1987) és un ciclista danès professional des del 2007 fins al 2010. També combina el ciclisme en pista on ha aconseguit una medalla de plata al Campionat del món puntuació.

## Palmarès en pista
- 2006
  -  Campió de Dinamarca en Persecució per equips
- 2007
  -  Campió de Dinamarca en Persecució per equips
- 2009
  -  Campió de Dinamarca en Puntuació
  -  Campió de Dinamarca en Scratch

## Palmarès en ruta
- 2007
  - Vemcedor d'una etapa del Gran Premi Ringerike
- 2009
  -  Campió de Dinamarca en contrarellotge per equips